# Alchemistische iconografie

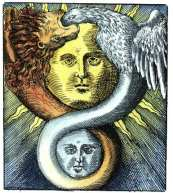
Alchemistische symbolen in het boek van Basilius Valentinus: Azoth ou le moyen de faire l'Or caché des Philosophes, Parijs 1659.

Alchemistische iconografie beschrijft de alchemistische uitbeeldingen en symbolen die in de beeldende kunst aangetroffen worden en tracht er de diepere, vaak verborgen betekenis van te achterhalen. Zo zijn beeldmotieven als bijvoorbeeld adelaar, duif, eenhoorn, draak, goud en leeuw door de kunstenaar met een bepaalde bedoeling in het schilderij aangebracht. Bestudering ervan vergt mogelijk enige kennis van alchemistische symboliek en de processen zoals die in het artikel alchemie beschreven worden.

## Kleurensymboliek
Alchemisten associeerden de kleuren die verschenen bij de verschillende fasen van hun transmutaties vaak met dieren, en het was ook een middel om hun geheimen voor leken te verbergen:
- Zwart - zwarte kraai, pad, (de ongeordende oerstof).
- Wit  - witte zwaan, witte arend.
- Groen - Groene leeuw
- Snelle cyclus van lichtgevende kleuren: pauwenstaart.
- Witte Steen - Eenhoorn.
- Rood - Pelikaan die zijn jong voedt met zijn eigen bloed, haan.
- Laatste transmutatie - Feniks die herboren oprijst uit het vuur.

Adam McLean, een autoriteit in de studie van alchemie, vraagt zich in zijn artikel The Birds in Alchemy af waarom alchemisten voor hun symboliek vogels namen. Volgens hem waren zij geschikte symbolen, omdat zij zich voortbewegen in de lucht en dus - vanuit de optiek van de alchemist - kunnen bemiddelen tussen het aardse en het hemelse. Zij symboliseren het beeld van de strevende menselijke ziel die hogere spiritualiteit wil bereiken. De ziel die met deze alchemie van de ziel contact krijgt met de spirituele wereld brengt daarna iets van die ervaring terug naar de aardse werkelijkheid.

## Enkele alchemistische symbolen
- adelaar: Het doel van de alchemist bij de transmutatie van metalen, was om van onzuivere metalen de edele metalen zilver en goud te maken. Om dat te bereiken moest eerst de onzuivere stof 'gedood' worden, waarna de geest vrijkwam, gesymboliseerd door een adelaar. De adelaar werd ook beschouwd als een 'koninklijke' vogel, net zoals alchemie de 'koninklijke kunst' werd genoemd en was dus een gepast symbool om het proces van vernieuwing uit te beelden. De dubbelkoppige adelaar, waarvan sommige Schotse vrijmetselaarsloges gebruikmaken, zou ook een alchemistisch symbool zijn en wordt soms gelijkgesteld met de Steen der wijzen.
- androgyn of hermafrodiet: een tweeslachtig wezen dat in de oude mythen voorgesteld wordt als een oerwezen aan het begin van de schepping. In de alchemie beeldt de androgyn meer bepaald de oerelementen zwavel en kwik uit ('Sulphur' en 'Mercurius') die in het alchemistisch proces gezuiverd tevoorschijn komen en in een latere fase de Steen der wijzen vormen.
- caduceus: de caduceus is het symbool van Hermes, bode der goden, wordt uitgebeeld met een al dan niet gevleugelde mercuriusstaf, waaromheen zich symmetrisch twee slangen wentelen. In de alchemie representeren de twee slangen het evenwicht tussen het principe van het brandende (Sulphur) en het vluchtige (Mercurius).
- draak: voorgesteld als de Ouroboros, een slang of draak die in zijn eigen staart bijt. De dubbele Ouroboros vormt ook een cirkel en symboliseert het solve et coagula, het oplossen van het lichaam en het stollen van de geest.
- duif: in de alchemie verbeeldt een witte duif het witter worden (het 'albedo') van de prima materia; de zwarte raaf wordt in de Steen der wijzen omgezet tot de witte duif. Daarnaast is de duif symbool voor de geest (> latijn "spiritus") die uit de stof ontwijkt, en later eventueel weer (op)gevangen kan worden.
- eenhoorn: de eenhoorn symboliseert de 'witte fase' van het alchemistisch proces, de Witte Steen, waarbij het mannelijke en vrouwelijke verenigd worden (soms ook als copulatie voorgesteld). De eenhoorn kon alleen worden getemd door de aanraking van een zuivere vrouw. De Witte tinctuur kon dus alleen worden ervaren door het zuiveren van de vrouwelijke krachten binnen ons wezen.
- feniks: de feniks is de mythische vogel in de gedaante van een reiger die na de dood uit zijn as herrijst. In de alchemie symboliseert hij de vernietiging en de hernieuwing van de veranderde prima materia als fase in het verwezenlijken van de Steen der wijzen. Vogels zoals de feniks, zwarte kraai, de witte zwaan, de pauw en de pelikaan zijn symbolen voor de fasen van het alchemistisch proces (zie hoger).
- goud: Goud is een edelmetaal, en deze connotatie is wel heel duidelijk bij de alchemisten. Voor hen was goud namelijk het symbool van (en het eindresultaat van) loutering. Zoals onzuivere metalen gelouterd werden tot goud of zilver, zo werd ook de ziel van de alchemist gezuiverd. Een bekende stelregel van de alchemisten was: "Aurum nostrum non est aurum vulgi": Ons goud is niet het goud van de menigte, een duidelijke toespeling dat het goud van de alchemisten niet het metaal zelf was, maar het symbool van de hoogste spirituele ontwikkeling die de alchemist nastreefde. De transmutatie in goud werd bereikt in de fase van Rubedo (het rood worden).
- hexagram: een hexagram is een zespuntige ster, samengesteld uit twee ineengeschoven driehoeken. Een oud symbool dat onder meer, zoals ook in de alchemie, het dualisme Vuur:Water symboliseert. De alchemisten vulden het nog verder aan en herkenden er 4 elementen in, met Lucht (driehoek omhoog gekeerd met streepje) en Aarde (omlaag gekeerde driehoek met streepje). Samen symboliseren ze de oermaterie.
- koraal: Koralen werden sinds mensenheugenis als een soort bewerkbare edelstenen gewaardeerd. In het alchemistische embleem boek 'Atalanta fugens ' uit 1618 wordt een visser uitgebeeld die rode en witte koralen wint uit de zoute vloed van de zee, als een soort oersubstantie of prima materia die nog bewerkt moet worden tot een edel product.
- kwintessens: Kwintessens is ontleend aan een opvatting van Aristoteles, dat er een behalve de 4 klassieke elementen aarde, water, vuur en lucht, een vijfde oerelement (latijn: quinta essentia) moest bestaan dat deze elementen omvatte. Het is het spirituele element van de wereldgeest of ziel. De grafische voorstelling van de kwintessens is het pentagram.
- leeuw: de 'groene leeuw' was bij alchemisten gewoonlijk een naam voor vitriool, zwavelzuur, gemaakt door het destilleren van groene kristallen ijzer(II)sulfaat in een kolf. Bij alchemisten die eerder met plantaardige stoffen werkten was de Groene leeuw een beeld van de rauwe energie van de natuur. De Groene leeuw kon in dat geval een plantenextract zijn, de prima materia voor hun alchemistisch werk. De Griffioen, half adelaar, half leeuw, werd soms geassocieerd met het einde van deze fase.
- lood: lood, geassocieerd met de planeet Saturnus, werd in de alchemie beschouwd als een metaal dat verwant was met goud, zodat het in goud (geassocieerd met Zon) kon worden getransmuteerd. Dit zou dan gebeuren middels het toevoegen van de Steen der wijzen, in vaste vorm of in poedervorm. Parallel hieraan verliep de spirituele transformatie van de alchemist van een aarde-achtig lager (aan de materie gebonden) zelf in een zonne-achtig hoger zelf.
- pelikaan: De pelikaan wordt uitgebeeld terwijl hij bloed uit zijn eigen borst prikt en aan zijn kinderen voedert. In deze fase brengt de alchemist een offer door in contact te treden met zijn innerlijke zelf. Hij moet met zijn eigen zielskrachten het ontluikend spiritueel wezen (in hemzelf) voeden. Hierbij ondergaat hij een totale - en pijnlijke - transformatie waardoor het spirituele zelf tevoorschijn kan komen. Deze voorstelling van de pelikaan als symbool van onzelfzuchtig streven naar loutering vertoont overeenkomsten met de offerdood van Christus.
- pentagram: Het pentagram is een in één lijn doorgetrokken vijfpuntige ster en verbeeldde bij de alchemisten de geestelijke kwintessens van de gebruikelijke vier elementen.